# Saint-Claude-de-Diray

Saint-Claude-de-Diray este o comună în departamentul Loir-et-Cher, Franța. În 1 ianuarie 2022 avea o populație de 1.772 de locuitori.